# Standardværkerne
Standardværkerne er et udtryk for Jesu Kristi Kirke af Sidste Dages Helliges religiøse kanon, som består af følgende bøger:
- Bibelen (særlig King James Version i engelsktalende lande)
- Mormons Bog: Endnu et vidnesbyrd om Jesus Kristus
- Lære og Pagter for Jesu Kristi Kirke af Sidste Dages Hellige
- Den Kostelige Perle

| Religion | Spire Denne religionsartikel er en spire som bør udbygges. Du er velkommen til at hjælpe Wikipedia ved at udvide den. |